# Eugen Sigg
Eugen Sigg (16 de enero de 1898-29 de diciembre de 1994) fue un deportista suizo que compitió en remo.
Participó en los Juegos Olímpicos de París 1924, obteniendo dos medallas, oro en la prueba de cuatro con timonel y bronce en cuatro sin timonel. Ganó una medalla de oro en el Campeonato Europeo de Remo de 1923.

## Palmarés internacional
| Juegos Olímpicos   | Juegos Olímpicos | Juegos Olímpicos  | Juegos Olímpicos   |
| Año                | Lugar            | Medalla           | Prueba             |
| ------------------ | ---------------- | ----------------- | ------------------ |
| 1924               | París (Francia)  | Medalla de oro    | Cuatro con timonel |
| 1924               | París (Francia)  | Medalla de bronce | Cuatro sin timonel |
| Campeonato Europeo |                  |                   |                    |
| Año                | Lugar            | Medalla           | Prueba             |
| 1923               | Como (Italia)    | Medalla de oro    | Cuatro con timonel |